# Charly De Pauw
Charles (Charly) Joseph Louis Georges De Pauw (Ukkel, 25 augustus 1920 – Anderlecht, 23 december 1984) was een Belgisch projectontwikkelaar wiens naam onlosmakelijk verbonden is met het fenomeen van de verbrusseling. Hij was de drijvende kracht achter het Manhattanplan, dat de Noordwijk transformeerde van een volkse buurt in een hoogbouwgebied. De tientallen parkeergarages die hij in het gewest liet aanleggen, leverden hem de bijnaam King Parking op.

## Leven

### Beginjaren
Op 13-jarige leeftijd nam Charly De Pauw de benen uit de kostschool waar hij was ingeschreven. Hij vluchtte naar Parijs en leefde van krantenverkoop op de Champs-Elysées. Na een zestal maanden keerde hij terug naar zijn geboortestad en ging er aan de slag als mecanicien in een Škodagarage. Hij was ook enige tijd persfotograaf, maar haalde in de praktijk vooral vrouwelijk schoon voor de lens.
Bij het uitbreken van de Tweede Wereldoorlog werd hij onder de wapens geroepen. Hij diende tijdens de Achttiendaagse Veldtocht en werd krijgsgevangen gemaakt, maar slaagde erin naar Rijsel te ontsnappen. In 1943 keerde hij terug naar Brussel. Hij kocht er een huis voor 180.000 frank en deed het enige maanden later van de hand met een aanzienlijke meerwaarde. De vastgoedmicrobe zou hem nooit meer loslaten.
Hij trouwde met Claire De Rudder, met wie hij twee zonen had: Patrick (°1950) en Alain. Na de oorlog was De Pauw een handel begonnen in brandblusapparaten. Met graaf Philippe d'Ursel had hij de Société belge des Extincteurs Météor opgericht. In 1951 sloot de net gepensioneerde generaal André van Sprang, peter van De Pauws zoon Patrick, zich erbij aan. De verdachte manier waarop het bedrijf tientallen overheidsopdrachten binnenhaalde, gaf aanleiding tot uitgebreide interpellaties in de Kamer en bracht minister van Landsverdediging Etienne De Greef in verlegenheid.

### Projectontwikkelaar
Dankzij zijn connecties maakte De Pauw in 1957 zijn grote intrede in de vastgoedwereld. Hij nam een belang in Terres et Domaines, dat Météor opslorpte. Terres et Domaines was een vehikel van de Belgische haute finance, met onder meer de skiënde graaf Philippe d'Ursel en prins Rodolphe de Croÿ-Roeulx (1924-2013). Financiering bekwam De Pauw van Jean Cruysmans en zijn Caisse Privée Banque.
Het bedrijf schoot Claude De Clercq ter hulp, die net met Armand Blaton Parking 58 had gebouwd op de plaats van het vroegere Palais d'été. Ondanks de massale toeloop voor de Wereldtentoonstelling van 1958 op de Heizel, bleef het stadscentrum leeg. Nadien werd de parkeergarage alsnog rendabel. Voor De Pauw was het een belangrijke kennismaking met de erfpachttechniek, en met de man die zich erop beroemde hem in Brussel te hebben geïntroduceerd: schepen van stedenbouw Paul Vanden Boeynants. Met diens medewerking zou hij zich kronen tot "King Parking", de koning van de betaalgarage. Vanuit zijn Brusselse basis zou hij nadien ook actief worden in Gent, Antwerpen, Luik, Amsterdam, Berlijn, Hamburg, Parijs ... Terres et Domaines werd omgedoopt tot Consortium des Parkings, en vanaf 1970 Compagnie de Promotion. De afkortingen lieten er geen twijfel over bestaan wie het voor het zeggen had.
Zijn denken begon visionaire allures te krijgen. In september 1967 werd hij mede-oprichter en voorzitter van Brussels Airways, een vliegtuigmaatschappij die nooit van de grond zou komen. Doortastender ging het eraan toe bij zijn Manhattanplan voor de Noordwijk, dat niet minder dan 54 torens voorzag. Hij was boegbeeld en bezieler ervan, en waarschijnlijk ook bedenker van de naam. Hij had zijn voorstel om een World Trade Center (WTC) op te richten eerst in Antwerpen gepresenteerd, maar was er uiteindelijk de deur gewezen. In Brussel vond hij wel gehoor. Gebruik makend van een stedenbouwkundig kader dat speculatie aanmoedigde en grondrenten faciliteerde, kocht de groep De Pauw een gebied van 53 hectaren op in een dichtbevolkte volkswijk. De onteigeningen en uitdrijvingen verliepen in recordtempo. Hele straten werden zonder elektriciteit gezet en de bulldozers reden al rond nog vóór alle goedkeuringen gegeven waren.
De Pauw wist zich niet alleen politiek goed te omringen, maar ook ideologisch. Veel van zijn plannen liet hij uittekenen door herauten van het Belgische modernisme, zoals Jacques Cuisinier en Groupe Structures. Hun programma van radicale vernieuwing liet hem toe om verzet tegen zijn sloop- en uitdrijvingsplannen weg te zetten als achterlijk. Bovendien waren de goedkope bouwtechnieken van de modernisten, met hun gestandaardiseerde betonstructuren en glazen vliesgevels, aanlokkelijk voor een ontwikkelaar die de ogen gericht hield op maximaal profijt.
Op persoonlijk vlak hertrouwde hij met de Amerikaanse Decia Knowland. Samen hadden ze drie dochters: Dorothée (°1971), Olivia (°1973) en Caroline (°1975).

### Verzamelaar en filantroop

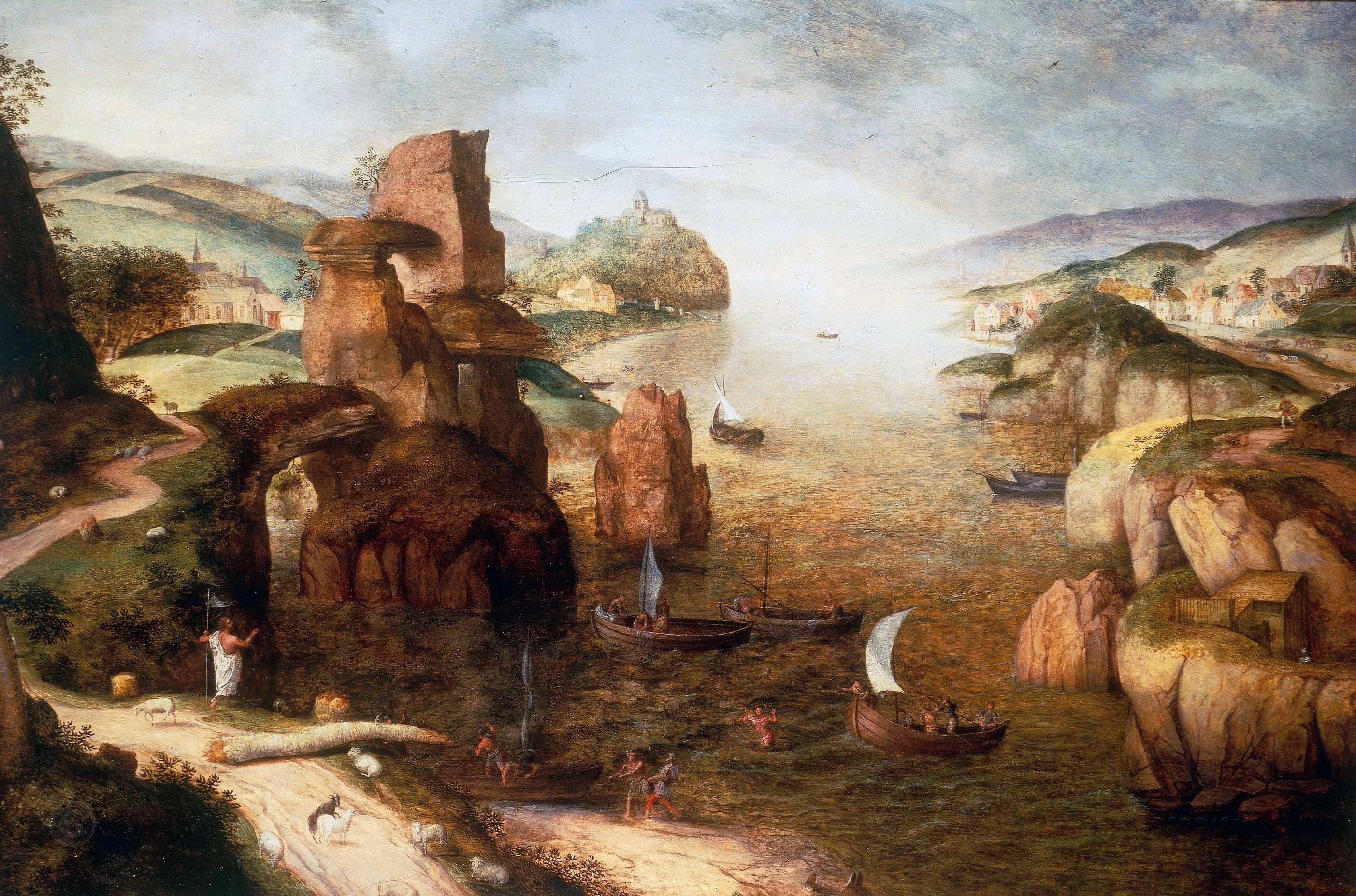
Uit De Pauws verzameling: Christus aan het Meer van Tiberias, 1553

De Pauw was op korte tijd puissant rijk geworden. Alleen al het kapitaal van CDP bedroeg 665 miljoen frank in 1969, waarvan het echtpaar De Pauw er 117 miljoen had ingebracht. In 1974 kocht hij min of meer bij toeval een schilderij van Brueghel. Dit was het startschot voor een van de grootste Brueghelcollecties die ooit zijn verzameld, zij het vaak van dubieuze authenticiteit. Op minder dan tien jaar tijd had hij veertig werken in zijn bezit. Na zijn dood gingen 22 stukken onder de hamer bij Sotheby's (9 april 1986).
In 1982 nam hij de honneurs waar tijdens de ontvangst van de Amerikaanse president Jimmy Carter op het stadhuis. Burgemeester Pierre Van Halteren bleef op het tweede plan. De president bracht zelfs een bezoek ten huize De Pauw in Waver. Hierna ging het echter bergaf met de gezondheid van CDP. Van maart tot augustus 1984 liet hij zich verzorgen in Houston. Tegen het jaareinde stierf hij als een van de rijkste mensen van het land. Hij werd begraven op het kerkhof van Laken. De immense graftombe bleef leeg, het voorziene monument werd nooit gerealiseerd. Dit strookt op cynische wijze met de gebeitelde inscriptie 'Rien n'est dans l'acquis, tout est dans l'espoir' ("Niets is in het verworvene, alles is in de hoop").
Zijn exquise automobielcollectie liet hij na aan het automobielmuseum dat hij zelf had gesticht op een verdieping van een van zijn parkings onder het Rogierplein. Twee jaar later werd de collectie overgebracht naar Autoworld. In Houston wordt hij herinnerd door de Charles De Pauw Foundation for Ophthalmology.

## Realisaties (selectie)
Naast tientallen parkeergarages, liet de groep van Charly De Pauw de volgende kantoorgebouwen optrekken:
- Philipstoren (1967-1969)
- Muntcentrum (1967-1971)
- WTC I (1971-73)
- WTC II (1971-74)
- Centre Albert Borschette (1979-1981)
- WTC III (1983)